# 科林斯 (蒙大拿州)
科林斯（英語：Corinth）是位於美國蒙大拿州大角縣的非建制地區。

## 歷史
科林斯的郵局於1915年設立，其後於1953年停運。

## 地理
科林斯所處的海拔為高於海平面946米（即3104英呎），而該地所採用的時區為UTC-6，即北美山地時區（MST）。同時該地設有夏令時間，為UTC-7調快一小時，即UTC-6（MDT）。